# ワードバスケット
ワードバスケットは、しりとりをモチーフとした、日本のカードゲームである。日経新聞で紹介された際には、「早い者勝ちのしりとり」とされている。
- 作者は、小林俊雄。
- 2002年、永岡書店より発売（絶版）。また、「JAGA:日本ゲーム協会」のホームページからダウンロードも可能。
- 2003年、作者自身の手作りによりワードバスケット・ディレクターズカット版が限定18個売られたことがある。
- 2009年、メビウスゲームズよりリニューアルされ発売。初版の折りたたみ式のバスケットは付属せず、代わりに箱自体を“バスケット”として使用。

## ゲームの概要
- 1回のプレイ時間:約10分[2]
- プレイ人数:2〜8人[2]

「あ」〜「わ」のひらがな1文字が書かれているカードと特殊カードと呼ばれるカードの計60枚を使用する。
手札としてカードを配る。
中央のバスケットに置かれているカード（場札）に書かれている文字で始まり、手札の文字で終わる3文字以上の単語を言いながら、手札をバスケットに出す。手札を早く出しきった人が勝者。
例えば、場札が「こ」で、手札が「と」、「は」、「め」、「あ」の場合、
- 「こいびと」と言って「と」のカードを出すことができる。
- 濁点、半濁点をつけるのは自由であり、「ことば」や「こんぱ」と言って「は」のカードを出すことができる。
- 最後の文字が長音の場合、直前の文字の母音字を引っ張ったものと見なすため、直前の文字の母音に該当するア行の文字となる。「コンピューター」と言って「あ」のカードを出すことができる。（この場合、「コンピュータ」と表記揺れを用いると「た」を出すことも可能）
- 言葉の最後が拗音で、「ゃ」「ゅ」「ょ」の文字で終わる場合は、元の文字（「や」「ゆ」「よ」）のカードを使う。
- 使う言葉は3文字以上。「こめ」と言って「め」のカードを出すことはできない。
  - 初心者用のハンデとしてその人だけ使用可にすることもできる。基本的に本作品は、ハンデの設定が比較的行いやすい傾向にある（強い人に文字数を増やす制限をかける、など）。
  - 「あがり」の時（最後の手札を使う時）に限り、4文字以上の言葉を使わなければならない。

文字のカードの他に、「あ行」、「か行」などの「行ワイルドカード」、「5文字の単語」、「6文字の単語」、「7文字以上の単語」などの特殊カードもある（ただしワイルドカードであっても、しりとりを基本的に止めてしまう「ん」で終わることはできない）。
プレイの順番は無く、誰でも思いついた順にカードを出すことができる。ほぼ同時に行動が行われた場合は、バスケット内に先にカードが入った方が優先される（後になった者のカードは手札へ戻される）。
手札が残り1枚となったら「リーチ」を宣言し、その状態で最後の手札を使ったら（手札を全部使い切ったら）、そのプレイヤーの勝利となる。
日本人なら誰でもできるしりとりを発展させたゲームである。単純ながら、最初は意外なほど言葉を思いつかず、苦しむかもしれない。子供からお年寄りまで一緒に楽しめる。

## 評価
日経新聞の「何でもランキング」のボードゲームランキングでは2011年では1位。2012年では2位を獲得している。